# Црква Свете Петке у Кални
Црква Свете Петке у Кални су остаци старе цркве која се налази у атару села Кална, на месту званом Латинско кале. Латинско кале је античко утврђење које је у периоду између 530. и 552. године обновио римски цар Јустинијан. Сврха тог утврђења била је да затвара улаз у долину Трговишког Тимока и да брани пут метала. У том периоду на Старој планини налазио се рудник метала, који је стратешки био веома значајан за Римљане. Утврђење је смештено на стени високој 453 метра изнад узаног пролаза, који иде пут од Калне према Пироту. Тај пут је усечен између узвишења Ђокина чука и узвишења које је било узидано утврђење Callis. То је једини пролаз сачуван од античких времена до данас у овом крају. По пролазу је и утврђење а касније и насеље Кална добило назив. Латинска реч Callis значи узани пролаз, усек, путања, горска стаза. Зидови утврђења су пратили конфигурацију стене и данас су сачувани до једног метра висине. У подножју самих рушевина утврђења, на десној обали Изворске реке, налази се место Бањица, где су приликом уређивања тих простора мештани Калне ископали питос са угљенисаним зрневљем житарица. Са источне стране утврђења налази се место звано Грацска орница, док у њеном подножју постоје остаци цркве Свете Петке. У народу је сачуван култ овог места, које мештани посећују 8. августа, на дан Свете Петке Трнове.